# لگاریتم طبیعی

نمودار تابع لگاریتم به مبنای عدد نپر یا همان لگاریتم طبیعی

لگاریتم طبیعی، یک عدد لگاریتمی است با پایهٔ ثابت ریاضیاتی e که {\displaystyle e}، عدد گنگ و غیرجبریِ تقریباً برابر با {\displaystyle 2.718281828459} است. لگاریتم طبیعی {\displaystyle x} به‌طور کلی به صورت {\displaystyle \ln x}، {\displaystyle \log _{e}x} یا گاهی—اگر پایۀ {\displaystyle e} به صورت التزامی باشد—به سادگی {\displaystyle \log x} نوشته می‌شود. لگاریتم طبیعی را می‌توان برای همهٔ اعداد حقیقی مثبت {\displaystyle x} به‌صورت ناحیهٔ زیر منحنیِ {\textstyle y={\frac {1}{t}}} از {\displaystyle 1} تا {\displaystyle x} تعریف نمود. همچنین آن را برای اعداد مختلط غیرصفر می‌توان تعریف کرد. 
تابع لگاریتم طبیعی همچنین می‌تواند به عنوان تابع معکوس تابع نمایی تعریف شود، که منجر به یک تابع همانی می‌شود:
{\displaystyle e^{\ln x}=x} (به‌شرطی که {\displaystyle x>0})

{\displaystyle \ln(e^{x})=x\,\!}
به بیان دیگر، تابع لگاریتم، یک نگاشت دوسویی از مجموعۀ اعداد حقیقی مثبت به مجموعۀ همۀ اعداد حقیقی می‌باشد. دقیق‌تر این است که یک ایزومورفیسم (یک‌ریختی) از یک گروه از اعداد حقیقی مثبت تحت‌عمل ضرب به گروهی از اعداد حقیقی تحت عمل جمع است.

## قراردادهای نوشتاری
- ریاضی‌دانان عموماً هر دو {\displaystyle \log x} و {\displaystyle \ln x} را به معنای {\displaystyle \log x}، یعنی لگاریتم طبیعی {\displaystyle x} به‌کار می‌برند و از {\displaystyle \log _{10}(x)} برای نمایش پایۀ 10 لگاریتم {\displaystyle x} (لگاریتم اعشاری) استفاده می‌کنند. در ایالات متحده، اغلب {\displaystyle \log x} و یا {\displaystyle \log(xy)} بدون پایۀ مشخصی به‌کار می‌رود که به‌معنای همان {\displaystyle \log _{10}(x)} است.  ـ مهندسین زیست‌شناسی و برخی دیگر، معمولاً از {\displaystyle \ln x} زمانی که لگاریتم طبیعی {\displaystyle x} را می‌خواهند استفاده می‌کنند.

- در بیشتر اوقات، در برخی از زبان‌های برنامه‌نویسی متداول (مانند Fortran, Visual Basic, C#, C)، منظور از log یا LOG، لگاریتم طبیعی ({\displaystyle \ln x}) است.

- در ماشین‌حساب‌های دستی، لگاریتم طبیعی با {\displaystyle \ln } مشخص شده‌است؛ در حالی‌که منظور از {\displaystyle \log }، پایۀ 10 لگاریتم ({\displaystyle \log _{10}x}) است.

## دلایل طبیعی بودن
با اینکه ظاهراً پایۀ 10 لگاریتم بیشتر استفاده می‌شود، ما به دو دلیل {\displaystyle \ln x} را طبیعی می‌نامیم:
1. تعبیر اینکه متغیرهای ناشناخته‌ای که به‌عنوان توانی از {\displaystyle e} ظاهر می‌شوند، نسبت به توان‌های 10، بیشتر وجود دارند.
2. لگاریتم طبیعی، می‌تواند نسبتاً آسان‌تر از یک انتگرال ساده یا سری تیلور تعریف شود؛ چیزی که در مورد لگاریتم‌های دیگر درست نیست. بنابراین، لگاریتم طبیعی مفیدتر واقع می‌شود. این مورد در تمریناتی که در ادامه می‌آیند، عیناً دیده خواهد شد. برای مثال، مشتق‌گیری یک تابع لگاریتمی را ملاحظه کنید:

{\displaystyle {\frac {d}{dx}}\log _{b}(x)={\frac {\log _{b}e}{x}}}
اگر پایه ({\displaystyle b}) مساوی با {\displaystyle e} باشد، مشتق برابر با {\textstyle {\frac {1}{x}}} خواهد بود و در نقطۀ {\displaystyle x=1}، شیب نمودار 1 می‌باشد.
دلایل دیگری برای طبیعی‌بودن لگاریتم طبیعی نیز وجود دارند. تعداد زیادی از سری‌های ساده هستند که شامل لگاریتم‌های طبیعی‌اند و این اغلب در طبیعت رخ می‌دهد. در واقع، نیکولاس هرکاتر، توصیف‌کنندۀ آن‌ها به عنوان طبیعت‌گیرای log تا قبل از حساب دیفرانسیل انتگرال تصور شده‌است.

## تعاریف
ممکن است {\displaystyle \ln x} صریحاً به‌عنوان ناحیهٔ زیر نمودار (انتگرال)  {\textstyle {\frac {1}{x}}} از {\displaystyle 1} تا {\displaystyle a} تعریف شود:
{\displaystyle \ln(a)=\int _{1}^{a}{\frac {1}{x}}\,dx}
این تعریف یک لگاریتم است؛ چرا که این خاصیت بنیادی لگاریتم را ایفا می‌کند: 
{\displaystyle \ln(ab)=\ln(a)+\ln(b)\,\!}
این رابطه می‌تواند با جایگذاری {\displaystyle t={\tfrac {x}{a}}} چنان که در زیر آمده، اثبات شود:
{\displaystyle \ln(ab)=\int _{1}^{ab}{\frac {1}{x}}\;dx=\int _{1}^{a}{\frac {1}{x}}\;dx\;+\int _{a}^{ab}{\frac {1}{x}}\;dx=\int _{1}^{a}{\frac {1}{x}}\;dx\;+\int _{1}^{b}{\frac {1}{t}}\;dt=\ln(a)+\ln(b)}
رقم {\displaystyle e} می‌تواند یک عدد حقیقی یکتا {\displaystyle a} تعریف شود، به‌طوری‌که {\textstyle \ln {a}=1}. متناوباً: اگر یک تابع نمایی تعریف شده باشد، نخست از یک سری نامتناهی استفاده می‌شود. لگاریتم طبیعی ممکن است به‌عنوان تابع معکوس آن تعریف شود؛ یعنی {\displaystyle \ln x} تابعی است که  {\displaystyle e^{\ln(x)}=x\!}. از این رو، برد توابع نمایی در مباحث حقیقی، تمام اعداد حقیقی مثبت است و به‌این دلیل، تابع نمایی اکیداً صعودی است. این یک مشخصه برای همۀ اعداد مثبت {\displaystyle x} است.

## مشتق، سری تیلور، و مباحث مختلط
مشتق لگاریتم‌های طبیعی به وسیلهٔ 
{\displaystyle {\frac {d}{dx}}\ln(x)={\frac {1}{x}}}
گرفته می‌شود. این به سری تیلور منتهی می‌شود (به‌ازای {\displaystyle |x|\leq 1}، مگر آنکه {\displaystyle x=-1} باشد):
{\displaystyle \ln(1+x)=\sum _{n=1}^{\infty }{\frac {(-1)^{n+1}}{n}}x^{n}=x-{\frac {x^{2}}{2}}+{\frac {x^{3}}{3}}-\cdots }

که همچنین سهمی مرکاتور نامیده می‌شود. 
با جانشینی {\displaystyle x-1} برای {\displaystyle x}، ما شکل متناوبی برای {\displaystyle \ln x} به‌دست می‌آوریم (به‌ازای {\displaystyle |x-1|\leq 1}، مگر آنکه {\displaystyle x=0} باشد:
{\displaystyle \ln(x)=\sum _{n=1}^{\infty }{\frac {(-1)^{n+1}}{n}}(x-1)^{n}=x-1-{\frac {(x-1)^{2}}{2}}+{\frac {(x-1)^{3}}{3}}-{\frac {(x-1)^{4}}{4}}\cdots }

## انتگرال‌گیری لگاریتم طبیعی
لگاریتم طبیعی، از توابعی به‌شکل {\textstyle g(x)={\frac {f'(x)}{f(x)}}}، انتگرال ساده می‌پذیرد که با یک ضدمشتق از {\displaystyle g(x)} با {\displaystyle \ln {|f(x)|}} نشان داده می‌شود. این عمل به‌علت قاعدۀ زنجیره‌ای و دلایل زیر، یک قضیه می‌باشد.
{\displaystyle \ {d \over dx}\left(\ln \left|x\right|\right)={1 \over x}}
به بیان دیگر :{\displaystyle \int {dx \over x}=\ln |x|+C} و
{\displaystyle \int {{\frac {f'(x)}{f(x)}}\,dx}=\ln |f(x)|+C.}
در اینجا، در رابطه با {\displaystyle g(x)=\tan {x}}، مثالی وجود دارد: 
{\displaystyle \int \tan(x)\,dx=\int {\sin(x) \over \cos(x)}\,dx}
{\displaystyle \int \tan(x)\,dx=\int {-{d \over dx}\cos(x) \over {\cos(x)}}\,dx}
با جایگذاری {\displaystyle f(x)=\cos {x}} و {\displaystyle f'(x)=-\sin {x}} داریم:
{\displaystyle \int \tan(x)\,dx=-\ln {\left|\cos(x)\right|}+C}
{\displaystyle \int \tan(x)\,dx=\ln {\left|\sec(x)\right|}+C}
که {\displaystyle C} همان ثابت دلخواه انتگرال‌گیری است. 
لگاریتم طبیعی با انتگرال‌گیری به روش جزءبه‌جزء می‌تواند انتگرال‌گیری شود:
{\displaystyle \int \ln(x)\,dx=x\ln(x)-x+C}

## ارزش عددی
برای محاسبۀ ارزش عددیِ لگاریتم طبیعی از یک عدد، می‌توان آن را با سری تیلور به‌صورت زیر بازنویسی نمود (به‌ازای {\displaystyle |x|<1}):
{\displaystyle \ln(1+x)=x\,\left({\frac {1}{1}}-x\,\left({\frac {1}{2}}-x\,\left({\frac {1}{3}}-x\,\left({\frac {1}{4}}-x\,\left({\frac {1}{5}}-\ldots \right)\right)\right)\right)\right)}
برای به‌دست آوردن یک روش بهتر از هم‌گیرایی، همانی زیر می‌تواند استفاده شود:{\displaystyle \ln(x)=\ln \left({\frac {1+y}{1-y}}\right)=2\,y\,\left({\frac {1}{1}}+{\frac {1}{3}}y^{2}+{\frac {1}{5}}y^{4}+{\frac {1}{7}}y^{6}+{\frac {1}{9}}y^{8}+\ldots \right)=2\,y\,\left({\frac {1}{1}}+y^{2}\,\left({\frac {1}{3}}+y^{2}\,\left({\frac {1}{5}}+y^{2}\,\left({\frac {1}{7}}+y^{2}\,\left({\frac {1}{9}}+\ldots \right)\right)\right)\right)\right)}
به‌شرطی که {\textstyle y={\frac {x-1}{x+1}}} و  {\displaystyle x>0}.
در حالی که برای {\displaystyle \ln x} زمانی که مقدار {\displaystyle x} نزدیک به 1 است، سریع‌ترین روش هم‌گیرایی (همانی وابسته‌شده به لگاریتم) می‌تواند برای استخراج‌کردن به‌کار برود: 
{\displaystyle \ln(123.456)=\ln {(1.23456\times {10^{2}})}=\ln(1.23456)+\ln(10^{2})=\ln(1.23456)+2\ln(10)\approx \ln(1.23456)+2(2.3025851)}
همچنین، تکنیک‌هایی که قبل از ابداع ماشین‌حساب استفاده می‌شدند، با استناد به جدول‌های عددی و انجام‌دهنده‌های دستی چنان که در بالا آمده‌اند، کاربرد داشتند. 

### دقت بالا
برای حساب‌کردن دقیق لگاریتم طبیعی با ارقام زیاد، سری تیلور به‌نظر کارآمد نمی‌آید. از آنجا که هم‌گرایی آن کند است، روش تناوبی با استفاده از روش نیوتن است و برای معکوس‌کردن تابع نمایی، سری به سرعت هم‌گرا می‌شود. فرمول زیر یک روش تناوبی با دقت بالا در محاسبات است:
{\displaystyle \ln x\approx {\frac {\pi }{2M\left(1,{\frac {4}{s}}\right)}}-m\log 2}
که {\displaystyle M} میانگین هندسی است و{\textstyle s=x\,2^{m}>2^{\frac {p}{2}}}. 
با M انتخابی، چنان که {\displaystyle p} از دقت به‌دست آمده باشد، با استفاده از این روش، وارون‌سازی نیوتن از لگاریتم طبیعی ممکن است برای محاسبۀ توابع نمایی به‌شکلی کارآمد به‌طور معکوس استفاده شود (ثابت‌های {\displaystyle \ln {2}} و π می‌توانند از پیش محاسبه شوند تا دقتِ به‌کار رفته برای سری، به‌سرعت هم‌گرا شود).

## اشتباه در محاسبۀ پیچیده
اشتباه در محاسبهٔ پیچیده از محاسبۀ لگاریتم طبیعی (با استفاده از حساب میانگین هندسی)، (O(M(x)ln  است. در اینجا، {\displaystyle n} یک عدد از ارقامِ با معنی است که لگاریتم طبیعی سنجیده می‌شود و {\displaystyle M(x)}، یک محاسبۀ پیچیده از ضرب دو عدد {\displaystyle n} رقمی است.

## لگاریتم‌های مختلط
تابع نمایی می‌تواند به تابعی که اعداد مختلطی مانند {\displaystyle e^{x}} برای هر عدد مختلط دلخواهی می‌گیرند گسترش یابد. سری نامتناهی با {\displaystyle x} مختلط استفاده می‌شود. این تابع نمایی می‌تواند به‌شکل یک لگاریتم مختلط که نمایش بسیاری از خواص عمومی لگاریتم‌ها است معکوس شود. دو درگیری سخت وجود دارد: 
هیچ مقدار {\displaystyle x} وجود ندارد که {\displaystyle e^{x}=0} شود و این باعث تولید {\displaystyle e^{2\pi i}=1=e^{0}} می‌شود. زمانی که خاصیت افزاینده برای یک تابع نمایی مختلط{\displaystyle e^{z}=e^{z+2n\pi i}} برای هر {\displaystyle z} مختلط و تابع اولیه {\displaystyle x} هنوز کاری نمی‌کند، 
بنابراین لگاریتم نمی‌تواند برای کل صفحۀ مختلط تعریف شود. هر لگاریتم مختلط به معادلۀ لگاریتمی می‌تواند با افزودن {\displaystyle 2\pi i} به‌طور دلخواه تغییر کند. لگاریتم مختلط در یک صفحهٔ بریده‌شده، تنها می‌تواند تک‌مقداری باشد 
برای مثال، {\displaystyle \ln {i}} برابر است با {\textstyle {\frac {5}{2}}\pi i}، {\textstyle -{\frac {3}{2}}\pi i}، و... 
همچنین: 
{\displaystyle i^{4}=1,\quad 4\log {i}}
می‌تواند به‌صورت {\displaystyle 2\pi i}، {\displaystyle -6\pi i}، {\displaystyle 10\pi i}، و... تعریف شود.